# 알렉산더 네하마스
알렉산더 네하마스(Alexander Nehamas, 1946년 3월 22일 ~ )은 그리스 태생의 미국 철학자이다. 그는 철학 및 비교 문학 교수이자 프린스턴 대학교 인문학 교수이며 1990년부터 그곳에서 가르쳤다. 그는 미국 예술 과학 아카데미의 회원이자 미국철학학회의 회원(2016년부터 )이다. 그는 그리스 철학, 미학, 프리드리히 니체, 미셸 푸코, 문학이론에 대해 연구 하고 있다.

## 생애
네하마스는 1946년 그리스 아테네에서 태어났다. 1964년에 그는 스와스모어 칼리지에 등록했다. 그는 1967년에 졸업하고 1971년 프린스턴 대학에서 그레고리 블라스토스의 지도하에 박사 학위( Predication and Theory of Forms in the 'Phaedo' )를 마쳤다. 그는 1990년 프린스턴 교수진에 합류하기 전에 피츠버그 대학교와 펜실베니아 대학교에서 가르쳤다.

## 철학적 작업
그의 초기 작업은 플라톤의 형이상학과 미학, 소크라테스 철학에 관한 것이지만 1985년 저서 《니체: 문학으로서의 삶》으로 더 많은 청중을 얻었다. 문학 텍스트의 모델에. 그는 "인생의 미덕은 문체, 연결성, 우아함, 우아함과 같은 훌륭한 글쓰기의 미덕에 필적하며, 또한 우리는 때때로 그것을 바로잡는 것을 잊어서는 안 된다."라고 말했다. 철학이 삶의 형태를 제공해야 한다는 견해와 텔레비전의 예술적 가치에 대한 지지로 유명해졌다. 이러한 견해는 그의 저서 Only Promise of Happiness 에서도 분명하게 나타난다. 제목 자체는 이 작품의 뒷부분에서 Stendhal과 관련하여 아름다움의 한 정의로 사용된다. 그런 의미에서 아름다움은 모든 매체에서 찾을 수 있다. 그는 같은 작품에서 다음과 같이 주장한다. "미학적 특징은 어디에나 있지만 그것은 예술이 발견되는 곳과는 아무 관련이 없다. 모든 것이 아름다울 수 있기 때문에 예술 작품이 아름다울 수 있지만, 그렇다고 해서 모든 것이 예술 작품이 될 수 있는 것은 아니다."